# Bill of Rights (USA)

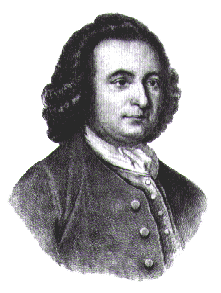
George Mason

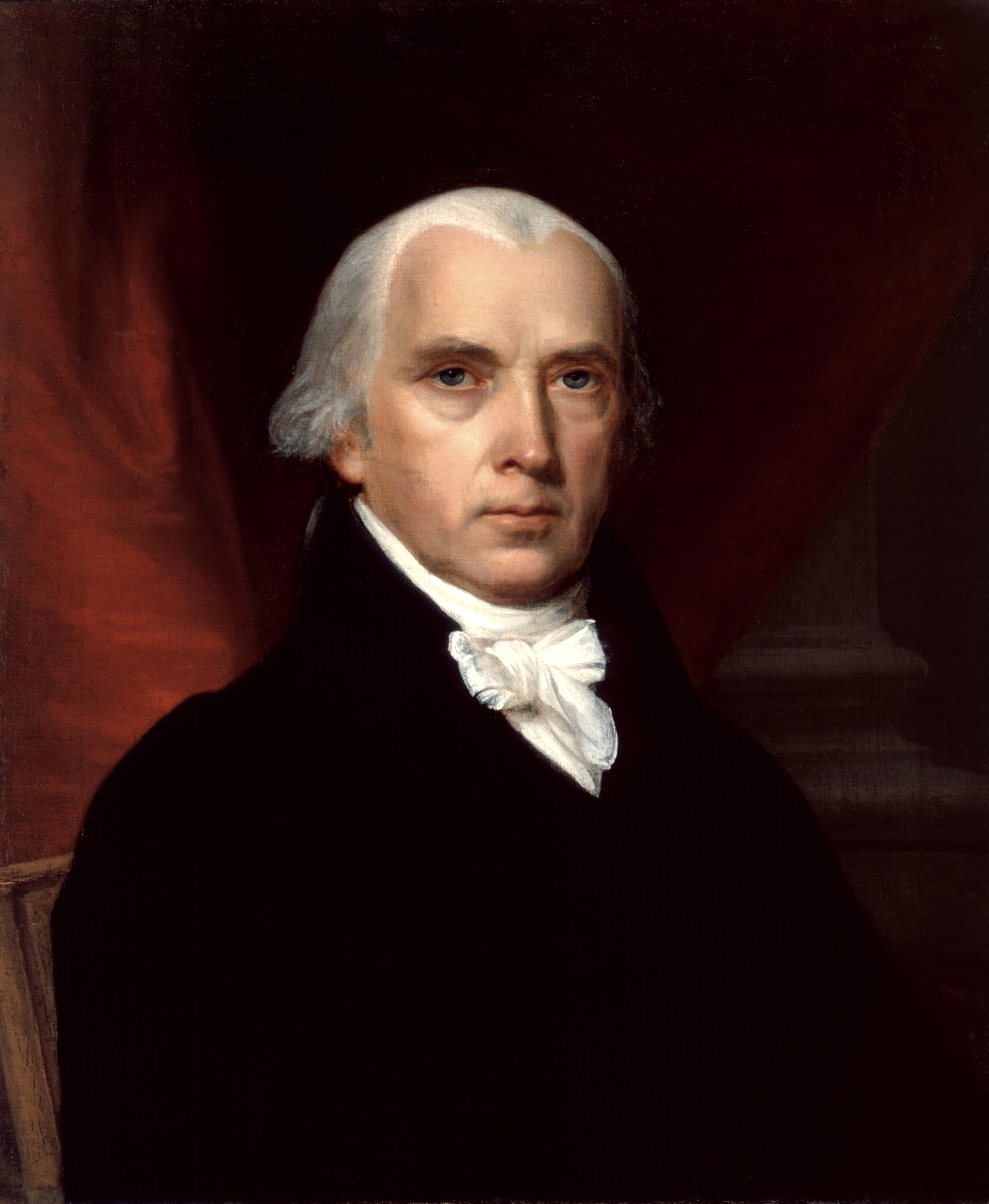
James Madison, USA:s fjärde president.

Originaldokumenten finns utställda i National Archives Building i Washington, D.C.

Bill of Rights, rättighetsförklaringen, betecknar i USA de första tio tilläggen till landets konstitution och anger bland annat de rättigheter som den enskilda individen har gentemot statsmakterna, såväl den federala som delstatsstyren. Här ingår bland annat det andra tillägget: Rätten att bära vapen. James Madison utarbetade tilläggen som en omarbetning av Virginias rättighetsförklaring, en skapelse av George Mason. George Mason har på grund av detta kallats ”Father of the Bill of Rights”.
De tio tilläggen antogs av USA:s kongress 1789 i ett dokument som omfattade tolv artiklar, varav de två första ej stadfästes 1789–1791 som de övriga. Den andra artikeln ratificerades visserligen 1992 och blev det 27:e tillägget – 203 år efter den antagits av kongressen.

## Bakgrund
En föraning till en rättighetsförklaring fanns redan i USA:s självständighetsförklaring 1776 i följande ord:
... Vi håller dessa sanningar vara själv-klara: att alla människor är skapade lika; att de är förlänade av sin Skapare med vissa oförytterliga rättigheter; att ibland dessa är liv, frihet, och sökande efter lycka; att för att försäkra dessa rättigheter är regeringar stiftade ibland människor, avledande sina rättvisa makter från de styrdas samtycke...
Sådana ord hjälpte sätta sammanhanget att de särskilt uppräknade rättigheter ingalunda skulle tolkas bli till på grund av själva dokumentet, utan som allmänna, av Naturen skänkta rättigheter (som också det Nionde tillägget delvis syftar på).
Punkterna introducerades av James Madison till USA:s första kongress. De antogs sedan av representanthuset den 21 augusti 1789, föreslogs formellt genom gemensam resolution I USA:s kongress den 25 september 1789, och trädde i kraft 15 december 1791.
Ursprungligen skyddades enbart vita män, inte indianer, "svarta" (senare benämnda afroamerikaner), och kvinnor. Undantagen stod inte i själva lagtexten, men accepterades som allmän praxis. Det skilde sig också mellan olika rättigheter; exempelvis kunde inte författningsstridig tortyr eller godtycklig häktning accepteras mot kvinnor, eller en tidningspublikation inriktad på svarta amerikaner eller en viss invandrargrupp förbjudas, då dessa rättigheter förbjuder statsmakten från att utföra dessa inskränkningar. Förslavade svarta amerikaner antogs helt falla utanför konstitutionella rättighetsskyddet då de i stort ansågs som likställda med egendom; detta länge antagna faktum fastslogs i det ökända rättsfallet Dred Scott v. Sandford, där chefsdomare Roger Taney - som talade för majoriteten - fastslog att svarta amerikaner inte har några rättigheter som den vite mannen är bunden att respektera. Det tionde tillägget begränsade vidare avsevärt åtgärder för att stärka individuella rättigheter i delstaterna, som inskränkningar av slaveriet eller stärkande av slavars rättigheter. Över huvud taget förblev slaveriet onämnt i rättighetsstadgan och konstitutionen i sin helhet till dess avskaffande 1865.

## Företalet och konstitutionstilläggen med översättning
Här följer en översättning av företalet samt tilläggen till konstitutionen i original sida vid sida med en översättning av dem. Översättningen försöker hålla sig så nära den ursprungliga texten som möjligt.
| ”                                                                                    | Förenta Staternas Kongress påbörjad och hållen å Staden New-York, på onsdagen den fjärde mars, ettusensjuhundraåttionio. KONVENTEN från ett antal Stater har, samtidigt med att antaga Konstitutionen, framfört en begäran, i syfte att förhindra missuppfattningar eller missbruk av dess makt, att vidare förklarande och begränsande klausuler skulle tilläggas: Och då utvidgandet av grunden för allmänhetens tillit till Regeringen, bäst kommer tillförsäkra en välgörande början för dess inrättningar. BESLUTADES av Amerikas Förenta Staters Senat och Representanthus, med stöd av två tredjedelar av båda Husen, att de följande artiklarna föreslås till de skilda Staternas Lagstiftande församlingar, som tillägg till de Förenta Staternas Konstitution, varav alla, eller någon av, artiklarna, när [de är] ratificerade av tre fjärdedelar av nämnda Lagstiftande församlingar, varande giltiga i alla uppsåt och avsikter som del av den nämnda Konstitutionen; näml. ARTIKLAR i tillägg till Amerikas Förenta Staters Konstitution, föreslagna av Kongressen, och ratificerade av de skilda Staternas Lagstiftande församlingar, i enlighet med den ursprungliga Konstitutionens femte Artikel. | ” |
| —Översättning av företalet till tilläggen som de av kongressen förelades delstaterna | |   |

### Första tillägget
Första tillägget ger medborgarna religionsfrihet, yttrandefrihet, demonstrationsfrihet och tryckfrihet. 
| ”                             | Congress shall make no law respecting an establishment of religion, or prohibiting the free exercise thereof; or abridging the freedom of speech, or of the press; or the right of the people peaceably to assemble, and to petition the Government for a redress of grievances. | „ |
| – Första tillägget i original | |   |

| ”              | Kongressen skall ej stifta lag avseende inrättandet av religion, eller förbjudande den fria utövningen därav; eller inskränka yttrandefriheten, eller pressfriheten; eller folkets rätt att fridfullt samlas, och av Regeringen begära upprättelse för missförhållanden. | „ |
| – Översättning | |   |

### Andra tillägget
Andra tillägget ger medborgarna rättighet att inneha skjutvapen och finns i två versioner, en version som godkändes av kongressen och en som ratificerades av staterna, skillnaden är versaliseringen av Militia, People och Arms, och ett kommatecken.
| ”                                             | A well regulated militia, being necessary to the security of a free State, the right of the people to keep and bear Arms, shall not be infringed. | ” |
| —Andra tillägget som det antogs av kongressen | |   |

| ”                                                              | A well regulated Militia being necessary to the security of a free State, the right of the People to keep and bear arms shall not be infringed. | ” |
| —Andra tillägget som det ratificerades av många av delstaterna | |   |

| ”             | En välorganiserad Milis nödvändig för en fri stats säkerhet, rätten för folket att inneha och bära vapen skall icke inskränkas. | ” |
| —Översättning | |   |

#### Kommentar
Grovt uppdelat finns det två olika tolkningar av det andra tillägget: det ena lägret lägger tyngdpunkten på formuleringen om en "väl organiserad milis" som finns till för statens säkerhet och menar att tillägget därför handlar om vapen till en statlig militärstyrka. De menar att det därför finns lagutrymme för restriktivare vapenlagstiftning gällande privat bruk. Det andra lägret lägger tyngdpunkten på formuleringen "Folkets rätt att inneha och bära vapen ska ej inskränkas" och menar att privata medborgare har en rätt till att äga vapen som inte kan inskränkas med mindre än att man upphäver tillägget, med vissa undantag; minderåriga, psykiskt sjuka och dömda brottslingar får begränsas köpa, inneha eller bruka skjutvapen och andra vapen (även knivar, påkar m m skyddas) och vissa tyngre vapen, t ex automatvapen, är i regel underkastade stränga licenskrav i lag. Flera domar i USA:s högsta domstol har stött tolkningen att vuxna individer - givet dessa inskränkningar - har rätt att äga och bära vapen. District of Columbia har tidigare haft en extremt restriktiv hållning till vapeninnehav, vilket högsta domstolen underkänt genom domen District of Columbia v. Heller. Två år senare följde domen MacDonald v. Illinois, som utsträckte denna princip till delstaterna. Domarna gällde dock uttryckligt ett handeldvapen respektive ett hagelgevär och begränsning av så kallade "assault weapons" är möjligt och begränsade i flera delstater. Ett sådant förbud existerade även på nationell nivå mellan 1994 och 2004. För deltagande i sådan milis är reglerna mer frisläppta och okontroversiella.

### Tredje tillägget
| ”                            | No Soldier shall, in time of peace be quartered in any house, without the consent of the Owner, nor in time of war, but in a manner to be prescribed by law. | ” |
| —Tredje tillägget i original | |   |

| ”             | Ingen soldat skall, i tid av fred inkvarteras i något hus, utan samtycke av ägaren, ej heller i tid av krig, utom på ett sätt som kommer att föreskrivas i lag. | ” |
| —Översättning | |   |

### Fjärde tillägget
Tillägget ger skydd mot husrannsakan utan skäl. 
| ”                            | The right of the people to be secure in their persons, houses, papers, and effects, against unreasonable searches and seizures, shall not be violated, and no Warrants shall issue, but upon probable cause, supported by Oath or affirmation, and particularly describing the place to be searched, and the persons or things to be seized. | ” |
| —Fjärde tillägget i original | |   |

| ”             | Folkets rätt att vara säkra i sina personer, hus, papper, och effekter, mot oskälig husrannsakan och gripande, skall ej överträdas, och inga rannsaknings- eller arresteringsorder skall utgå, utom uppå skälig grund, understödd av ed eller försäkran, och noggrant beskrivande den plats som skall rannsakas, och de personer eller ting som skall gripas. | ” |
| —Översättning | |   |

### Femte tillägget
Tillägget skyddar personer mot dubbla rättegångar för samma brott, och mot att  tvingas vittna mot sig själv. Ingen ska heller kunna straffas eller berövas egendom utan en rättvis juridisk process. 
| ”                           | No person shall be held to answer for a capital, or otherwise infamous crime, unless on a presentment or indictment of a Grand Jury, except in cases arising in the land or naval forces, or in the Militia, when in actual service in time of War or public danger; nor shall any person be subject for the same offense to be twice put in jeopardy of life or limb; nor shall be compelled in any criminal case to be a witness against himself, nor be deprived of life, liberty, or property, without due process of law; nor shall private property be taken for public use, without just compensation. | ” |
| —Femte tillägget i original | |   |

| ”             | Ingen person skall hållas till svars för ett brott belagt med dödsstraff, eller en på annat vis grov förbrytelse, såvida icke på ett föreläggande eller åtal av en Åtalsjury, utom i fall uppstående inom land- eller sjöstridskrafterna, eller inom Milisen, när i pågående tjänst i tid av krig eller allmän fara; ej heller skall någon person stå för samma lagbrott till att två gånger utsättas för fara för liv eller lem; ej heller tvingas i något brottmål att vara vittne mot sig själv, och ej heller berövas liv, frihet, eller egendom, utan rättssäkerhet; ej heller skall privat egendom tagas för det allmännas nyttjande, utan skälig kompensation. | ” |
| —Översättning | |   |

### Sjätte tillägget
Tillägget ger anklagade i brottmål rätt till rättegång med jury.
| ”                            | In all criminal prosecutions, the accused shall enjoy the right to a speedy and public trial, by an impartial jury of the State and district where in the crime shall have been committed, which district shall have been previously ascertained by law, and to be informed of the nature and cause of the accusation; to be confronted with the witnesses against him; to have compulsory process for obtaining witnesses in his favor, and to have the Assistance of Counsel for his defence. | ” |
| —Sjätte tillägget i original | |   |

| ”             | I alla brottmål, skall den anklagade njuta rätten till en skyndsam och publik prövning, av en opartisk jury av Staten och distriktet vari brottet skall ha begåtts, vilket distrikt skall tidigare ha förvissats om genom lag, och att bli informerad om anklagelsens natur och grund; att konfronteras med vittnena emot honom; att ha en obligatorisk process för att skaffa vittnen till sin favör, och att ha Biträde av Advokat för sitt försvar. | ” |
| —Översättning | |   |

### Sjunde tillägget
Tillägget ger rätt till en rättegång med jury i vissa federala civilmål, och hindrar domstolar från att upphäva juryers beslut i bevisfrågor. Tillägget har inte, som andra tillägg, fått tillämpning i delstaterna med stöd av det fjortonde tillägget.
| ”                            | In Suits at common law, where the value in controversy shall exceed twenty dollars, the right of trial by jury shall be preserved, and no fact tried by a jury, shall be otherwise re-examined in any Court of the United States, than according to the rules of the common law. | ” |
| —Sjunde tillägget i original | |   |

| ” | I mål enligt sedvanerätten, där värdet i tvistemålet skall överstiga tjugo dollar, skall rätten till prövning av jury upprätthållas, och inget sakförhållande prövat av en jury, skall annorlunda överprövas i någon av Förenta Staternas domstolar, än i enlighet med sedvanerättens bestämmelser. | ” |

### Åttonde tillägget
Åttonde tillägget förbjuder "grymma och ovanliga" straff. I diskussionen om dödsstraff i USA har det hänvisats till detta tillägg. Tillägget förbjuder också överdrivet hög borgen för att släppas fri i väntan på rättegång. 
| ”                             | Excessive bail shall not be required, nor excessive fines imposed, nor cruel and unusual punishments inflicted. | ” |
| —Åttonde tillägget i original | |   |

| ”             | Orimlig borgenssumma skall ej utkrävas, ej heller orimliga böter utfärdas, ej heller grymma och ovanliga straff åläggas. | ” |
| —Översättning | |   |

### Nionde tillägget
Nionde tillägget förklarar att det finns andra rättigheter än de som anges i konstitutionen. I ärendet Roe mot Wade hänvisade Högsta domstolen i USA detta i sitt beslut att fri abort ingår i den konstitutionellt skyddade rätten till privatliv.
| ”                            | The enumeration in the Constitution, of certain rights, shall not be construed to deny or disparage others retained by the people. | ” |
| —Nionde tillägget i original | |   |

| ”             | Uppräkningen i Konstitutionen, av vissa rättigheter, skall ej tolkas som att förvägra eller nedvärdera andra rättigheter behållna folket. | ” |
| —Översättning | |   |

### Tionde tillägget
Tionde tillägget ger stöd till den amerikanska federalismen och maktdelningsprincipen.
| ”                            | The powers not delegated to the United States by the Constitution, nor prohibited by it to the States, are reserved to the States respectively, or to the people. | ” |
| —Tionde tillägget i original | |   |

| ”             | De makter varken delegerade till de Förenta Staterna genom Konstitutionen, eller förhindrande detta till Staterna genom den, är reserverade för respektive Stat, eller för folket. | ” |
| —Översättning | |   |

| ”                    | Den makt som konstitutionen varken överlåter på de förenta staterna eller förbjuder delstaterna, förbehålles delstaterna eller folket. | ” |
| —Friare översättning | |   |

### Fjortonde tillägget
Det fjortonde tillägget beslutades av Kongressen 13 juni 1866 och ratificerades av staterna 9 juli 1868, efter Amerikanska inbördeskriget bland annat för att vidare förklara och förstärka de föregående rättigheterna för alla folkgrupper och minoriteter. Därför kallar några idag det "the Civil Rights Amendment" och räknar särskilt dess första och femte sektioner tillika med de första tio tilläggen in i Bill of Rights.
| ”                                                           | Section 1. All persons born or naturalized in the United States, and subject to the jurisdiction thereof, are citizens of the United States and of the state wherein they reside. No state shall make or enforce any law which shall abridge the privileges or immunities of citizens of the United States; nor shall any state deprive any person of life, liberty, or property, without due process of law; nor deny to any person within its jurisdiction the equal protection of the laws. ... Section 5. The Congress shall have power to enforce, by appropriate legislation, the provisions of this article. | ” |
| —Fjortonde tillägget, första och femte sektioner i original | |   |

| ”             | Sektion 1. Alla personer födda eller naturaliserade i de Förenta Staterna, och utsatta för rättskipningen darav, är medborgare av de Förenta Staterna och av staten däri de bor. Ingen stat ska stifta eller påtvinga någon lag som ska förkorta de privilegier eller immuniteter tillhörande medborgarna av de Förenta Staterna; och inte heller ska någon stat beröva någon person liv, frihet, eller egendom, utan rättssäkerhet; och inte heller förneka någon person inom sin domsrätt lagens lika skydd. ... Sektion 5. Kongressen ska ha makt att framtvinga, genom tillämplig lagstifting, de åtgärder förutsatta i denna artikel. | ” |
| —Översättning | |   |